# صلاح الدين أبو عرفة
صلاح الدين إبراهيم أبو عرفة. أو يشتهر بـ صلاح أبو عرفة (من مواليد مدينة القدس في عام 1966)، وهو شخصية إعلامية دينية، درس الدعاية والإعلام في لندن، وكان متصحفاً للكتب تتلمذ على يد نفسهِ وليس لهُ شيوخ، وهو ليس إماماً للمسجد الأقصى كما يشيع بين العوام، كما أنه ليس مدرساً رسمياً في المسجد الأقصى، ولذلك اصدرت دائرة الأوقاف الإسلامية بالقدس بياناً بخصوصه بعد طردهِ من المسجد الأقصى بسبب تأييده لنظام بشار الأسد في سوريا.
بدأ ظهوره في عام 2008 بعد إقامته حلقات للتدريس في المسجد الأقصى ولكن طُرد منه في عام 2013 بسبب تأييده لنظام بشار الاسد في سوريا وكذلك تطاوله في الكلام على العديد من علماء المسلمين.

## الفكر والمنهج
- في العقيدة: يأخذ بفكر المعتزلة في باب الأسماء والصفات، فيثبت للهِ تعالى الأسماء، ويقول أنه ليس لهُ صفات. أما في الإيمان: فإنه على مذهب المرجئة، فلا يرى تكفير من عبد القبور ودعا الموتى.
- في الفقه: يتبع المذهب الظاهري في الأصول والفروع، إلا أنه ينفي عن نفسهِ التمذهب.

ولهُ تفاسير غريبة مخالفة لمنهج المسلمين، كقولهِ بوجود آلة الزمن والمفاعلات النووية عند النبي سليمان، وقوله أن النبي موسى من نسل إخوة يوسف، وأن هابيل هو الذي قتل قابيل ... وغيرها.

## ليس من أئمة المسجد الأقصى
كان صلاح أبو عرفة يلقي محاضراته في حرم المسجد الأقصى، واشتهر على موقع يوتيوب، وكذلك في بعض وسائل الإعلام بأنه من أئمة المسجد الأقصى، مما دفع دائرة الأوقاف الإسلامية في مدينة القدس في 30 مايو 2013 الإعلان في جريدة القدس وعلى لسان مدير المسجد الاقصى آنذاك الشيخ «عمر محمد الطحان الحلبي»، الإعلان والنفي أن يكون الشيخ صلاح أبو عرفة، أحد أئمة المسجد، أو يعمل مدرساً فيه.
حيث قال:«إن أبو عرفة غير معتمد من قبل دائرة الاوقاف الاسلامية بالقدس، التابعة لوزارة الاوقاف الأردنية، كما أن اسمه غير موجود على لوائح التدريس في المسجد».
وقال أيضا: «إن الأئمة والخطباء المعتمدين في المسجد الأقصى هم: الشيخ عكرمة صبري، والمفتي محمد حسين، والدكتور الشيخ اسماعيل نواهضة، والدكتور الشيخ محمد علي، والشيخ يوسف أبو سنينة».

## طرده من المسجد الأقصى
في 25 مايو 2013 قامت في المسجد الأقصى مظاهرات وهتافات ضده، وذلك بعد أن قدّم محاضرة دينيّة داخل المسجد، أيّد فيها نظام بشار الأسد في سوريا وبعد خطبة طويلة قدّمها لجموع من المصلّين، هبّ العشرات من المصلين داخل المسجد الأقصى بالهتاف ضدّه وإخراجه منه.